# 真壁村
真壁村（まかべそん）は、かつて沖縄県島尻郡にあった村。現在の糸満市にあたる。
1908年の島嶼町村制で真壁村となる。1946年に摩文仁村・喜屋武村と合併し三和村となり消滅。村役場は真壁に置かれた。

## 沿革
もともと真壁間切で、古くは「しもしましり」と呼ばれた時代もあった。1896年の郡区制で島尻郡に編入。1908年4月1日に島嶼町村制で真壁村となった。主な産業は農業。
沖縄戦では激戦地に近いこともあって当時の村の人口の半数近い約2000人近くが犠牲になり、このまま村独自では復興が難しいことから、1946年4月1日に南に隣接する摩文仁村・喜屋武村と合併し三和村となり、真壁村は消滅した。村役場は引き続き三和村役所となった。
その後三和村は1961年10月1日に（旧）糸満町（現在の糸満市字糸満）・高嶺村・兼城村と合併し（新）糸満町となり僅か15年で消滅。さらに1971年12月1日に市制施行し、糸満市となった。

## 地域
- 新垣（あらかき）
- 伊敷（いしき）
- 糸洲（いとす）
- 宇江城（うえぐすく）
- 小波蔵（こはぐら）
- 名城（なしろ）
- 真栄平（まえひら）
- 真壁（まかべ）

## 隣接していた自治体
- 高嶺村（現在の糸満市）
- 摩文仁村（現在の糸満市）
- 喜屋武村（現在の糸満市）
- 東風平村（現在の八重瀬町）
- 具志頭村（現在の八重瀬町）

## 現在の糸満市真壁地域

### 交通
道路
- 国道331号
  - 名城バイパス
- 沖縄県道7号奥武山米須線（主要地方道）
- 沖縄県道77号糸満与那原線（主要地方道、平和の道線・予定）
- 沖縄県道3号線
- 沖縄県道54号線
- 沖縄県道250号糸満具志頭線

路線バス
- 琉球バス交通（いずれも糸満バスターミナル発着）
  - 81番・西崎向陽高校線
  - 82番・玉泉洞糸満線
  - 107番＆108号・南部循環線
- 東京バス（いずれも那覇市国際通り入口や那覇空港と琉球ホテル＆リゾート名城ビーチを結ぶ）
  - TK01・ハーレーエクスプレス（下り便の到着のみで始発は那覇空港発、一方上り便は糸満市役所発のためホテルから発車しない）
  - TK02・ウミカジライナー
  - TK03・琉球ホテルエアポートリムジン（那覇空港と琉球ホテル＆リゾート名城ビーチの2地点間のみ）

### 学校
- 糸満市立三和中学校（校区は米須・喜屋武地域も含む）
- 糸満市立真壁小学校

### 主要施設
- 沖縄県農業研究センター（真壁、2006年4月にこれまで那覇市首里崎山町にあった県農業試験場から移転・改称）
- 名城ビーチ（名城）
  - 琉球ホテル＆リゾート名城ビーチ（2022年7月23日開業）
- 沖縄少年院・沖縄女子学園（真栄平、2018年7月に沖縄市から移転）

かつてあった施設
- ひめゆりパーク（1983年 - 2005年。跡地に沖縄少年院と沖縄女子学園が2018年に沖縄市から移転）